# Джон Петрик
Джон Петрик (на английски: John Petherick) е уелски минен инженер, пътешественик, изследовател на Африка.

## Произход и кариера (1813 – 1853)
Роден е през 1813 година в графство Гламорган, Уелс. През 1845 постъпва на служба при хедива на Египет и Судан Мохамед Али паша (1769 – 1849) и в продължение на три години се занимава с търсене на въглищни залежи в Горен Египет, Нубия, крайбрежието на Червено море и провинция Курдуфан.
През 1848 Петрик е назначен за британски консул в Судан. Установява се в град Обейд, главен град на провинция Курдуфан, и едновременно с административните си задължения се занимава и с търговия на гума арабика.

## Изследователска дейност (1853 – 1864)
През 1853 се премества в Хартум и става търговец на слонова кост. Изкачва по река Бахър ал Газал (ляв приток на Бели Нил) до езерото Рук. В следващите години изследва областта между реките Джур и Тондж.
През 1857 – 1858 пръв прониква в областта Ням-Ням. От Хартум се изкачва по Нил и по десния ѝ приток Собат на повече от 300 км до съставящите я реки – Баро, Пибор и Гило. Спуска се обратно и се изкачва по Бели Нил и Бахър ал Газал до езерото Рук. Оттам тръгва пеша на юг-югозапад между реките Джур и Тондж и достига до планинската местност Мундо на 6º с. ш.
Подробности за своето пътешествие Петрик описва в своята книга „Egypt, the Soudan and Central Africa“, London, 1861 (в превод „Египет, Судан и Централна Африка“). Тази книга, обаче, силно разочарова географите: голяма част от нея е посветена на многогодишната дейност на автора ѝ в достатъчно познати на европейците райони, а за най-интересната част от пътешествието му в планинската местност Мундо е отделено съвсем малко място. Особено лошо стоят нещата с картографските му измервания в басейна на Бахър ал Газал, защото не води маршрутни наблюдения.
През 1859 г. се завръща в Англия, където се запознава с Джон Хенинг Спик, който организира експедиция за откриването на изворите на Нил и който черпи свежи сведения от Петрик за географията на Южен Судан. Докато пребивава в Англия Петрик се жени и публикува първите си книги за пътешествията си в Судан.
През 1861 г. Петрик се завръща в Хартум заедно с жена си и отново като британски консул. Освен това е натоварен със задачата на Кралското географско дружества да осигури в Южен Судан складове с храни и продоволствия за идващата от юг експедиция на Джон Хенинг Спик.
През 1862 г. от Хартум Петрик се изкачва по Нил до селището Абу-Кук, завива на запад, достига до река Рол, изкачва се по нея, пресича вододела между Рол и Йей и по последната се изкачва до устието на десния ѝ приток река Бибе, където стига на 20 януари 1863. Оттам продължава на изток и през февруари достига до Гондокоро на река Нил, където залага няколко склада с продоволствия за Спик. Оказва се, че Спик вече е стигнал до тези райони и няколко дни след това в района на Гондокоро се срещат три еспедидиции – тази на Спик от юг, на Петрик от запад и на Самюъл Уайт Бейкър от север.

## Следващи години (1864 – 1882)
До 1864 Петрик изпълнява своите задължения като британски консул в Судан, когато е отстранен от длъжността с обвинението в търговия с роби и както се оказва по-късно, че това обвинение е неоснователно. През 1865 Петрик се завръща в Англия и през 1869 публикува своята двутомна книга: „Travels in Central Africa, an exploration of the Western Nile tributaries“, Vol. 1 – 2, London, 1869 (в превод „Пътешествие по Централна Африка и изследване на западните притоци на Нил“), касаеща последната му експедиция в Африка.
Умира в Лондон на 15 юли 1882 на 69-годишна възраст.